# COTECMAR
Corporación de Ciencia y Tecnología para el Desarrollo de la Industria Naval Marítima y Fluvial más conocido como COTECMAR es una empresa estatal colombiana de defensa, construcción naval e ingeniería que brinda servicios al Ministerio de Defensa de Colombia y otros clientes nacionales e internacionales. Es la empresa de reparación y construcción naval más grande e importante de Colombia, con instalaciones en Mamonal y Bocagrande en Cartagena de Indias.

## Historia
El 21 de julio de 2000 se fundó Cotecmar, forma parte del Grupo de Asuntos Sociales del Sector de la Defensa (GSED) y su objeto principal es el diseño, construcción, mantenimiento y reparación de embarcaciones marítimas y fluviales. COTECMAR se basa en la relación universidad-empresa. Fue creado por iniciativa de la Armada Nacional de Colombia a través de una asociación estratégica con la Universidad Nacional, la Universidad del Norte y la Universidad Tecnológica de Bolívar. 
La creación de la empresa permitió a Colombia ingresar al selecto grupo de naciones latinoamericanas compuestas que construyen sus propios buques de guerra, uniéndose a Brasil, México, Perú y Chile.

## Productos de Cotecmar

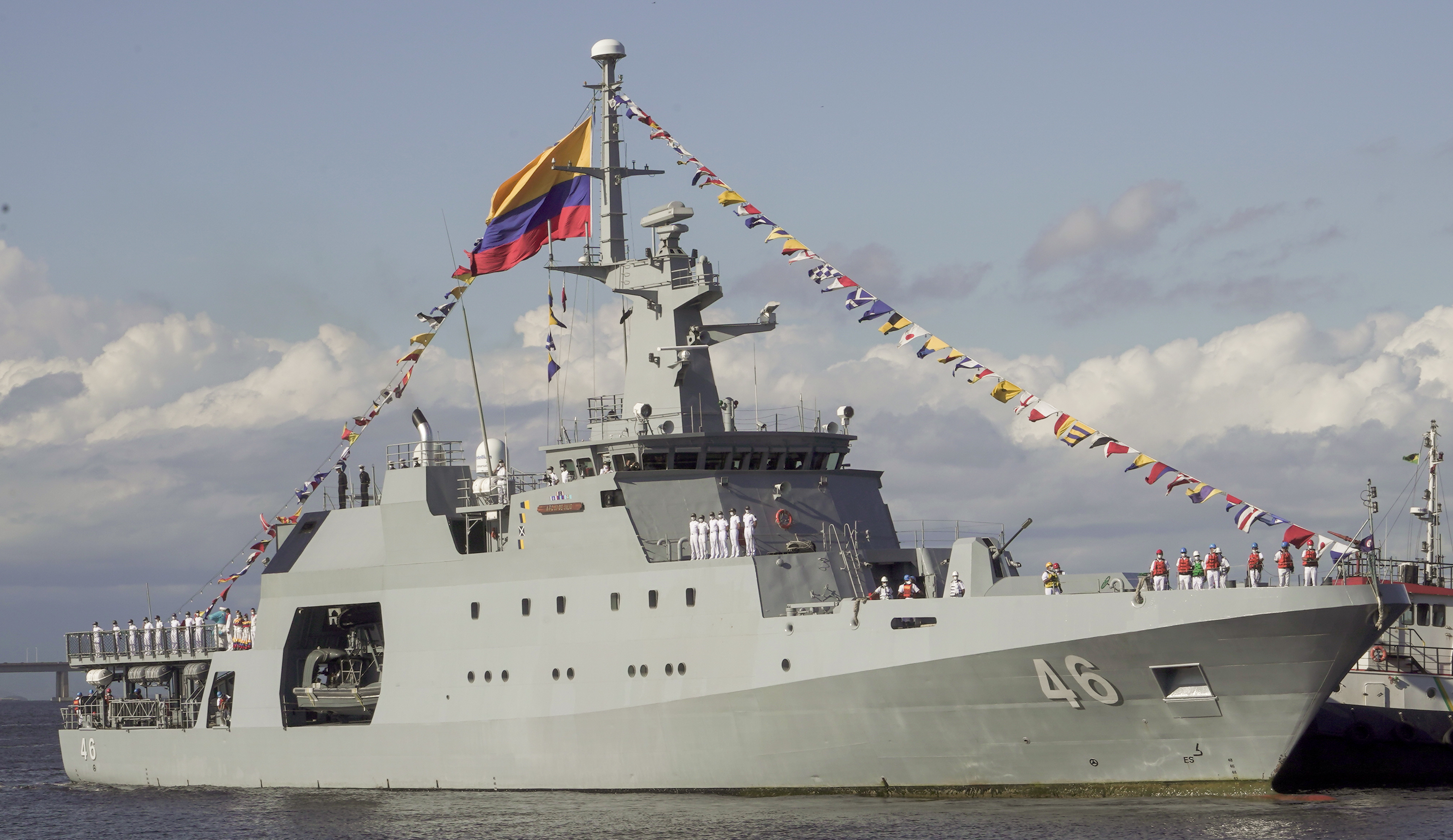
ARC 20 de Julio, OPV 80
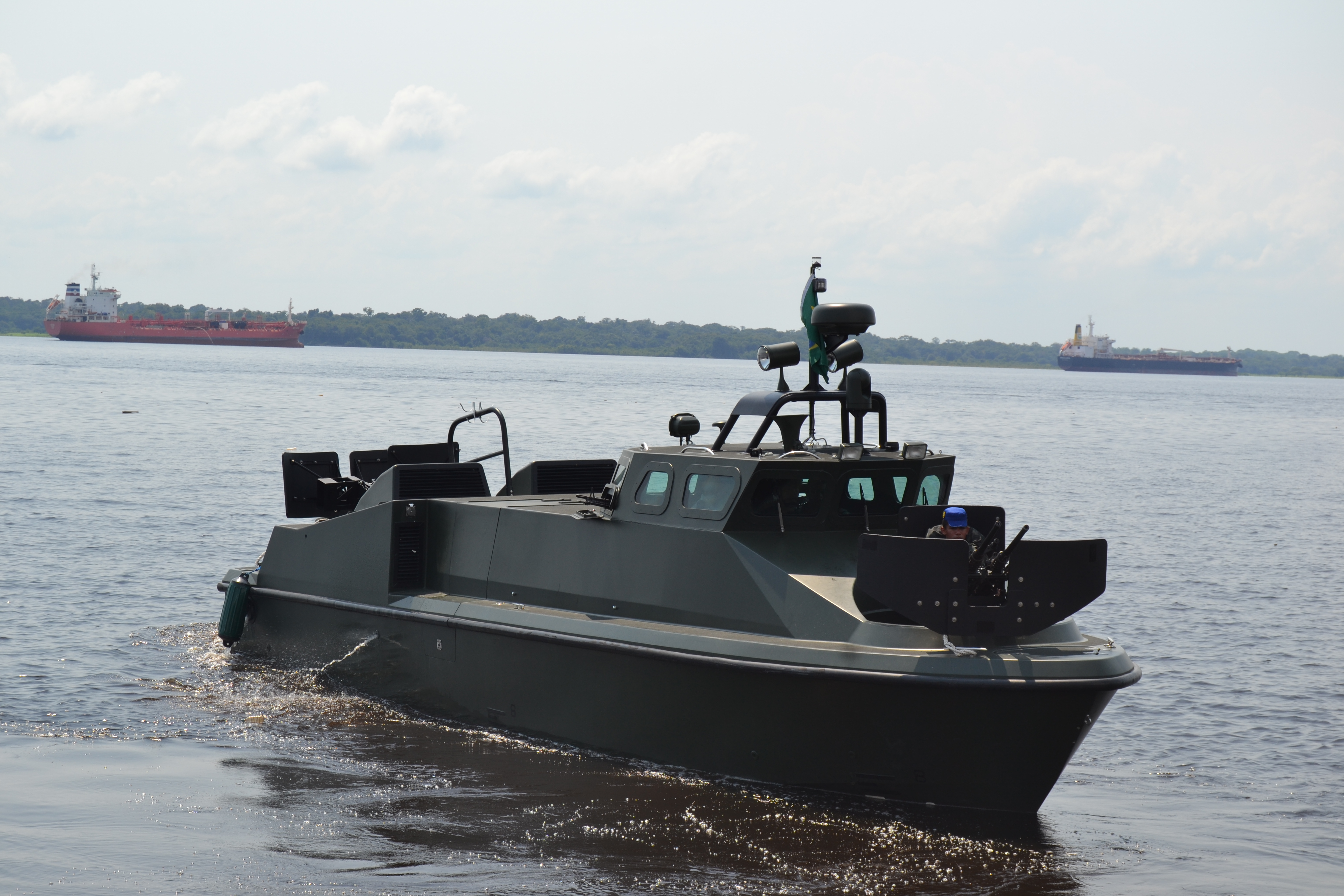
LPR-40 Lancha Patrullera de Rio.
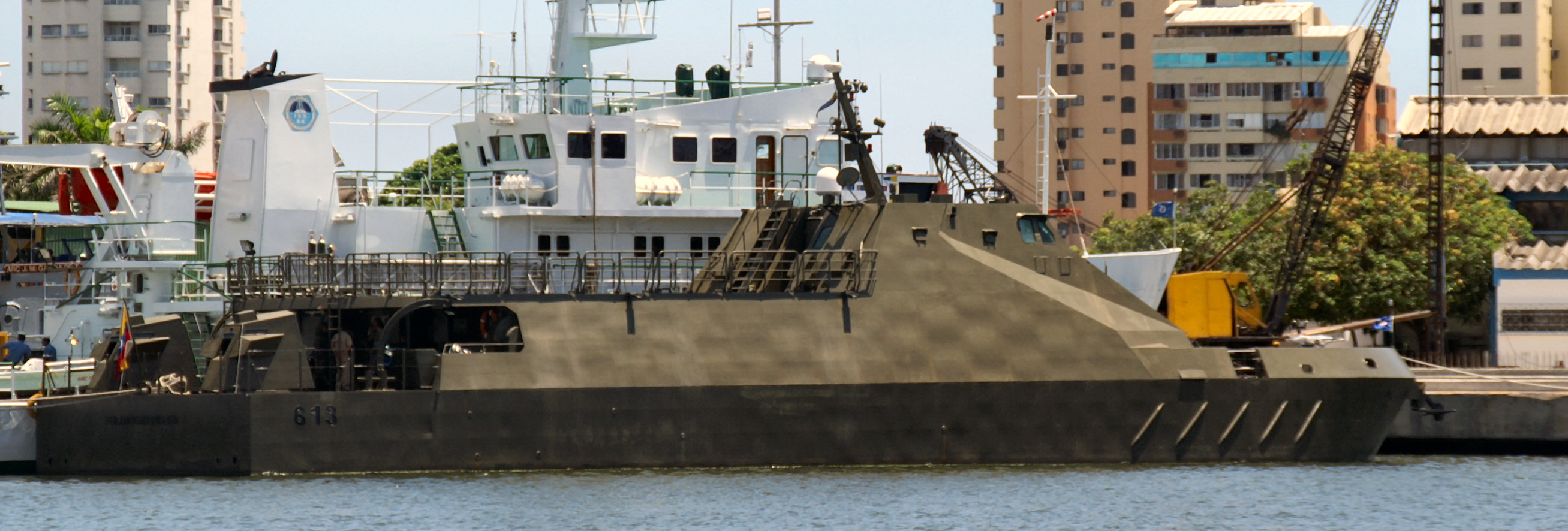
ARC Juan Ricardo Oyola Vera, Patrullera de Apoyo Fluvial
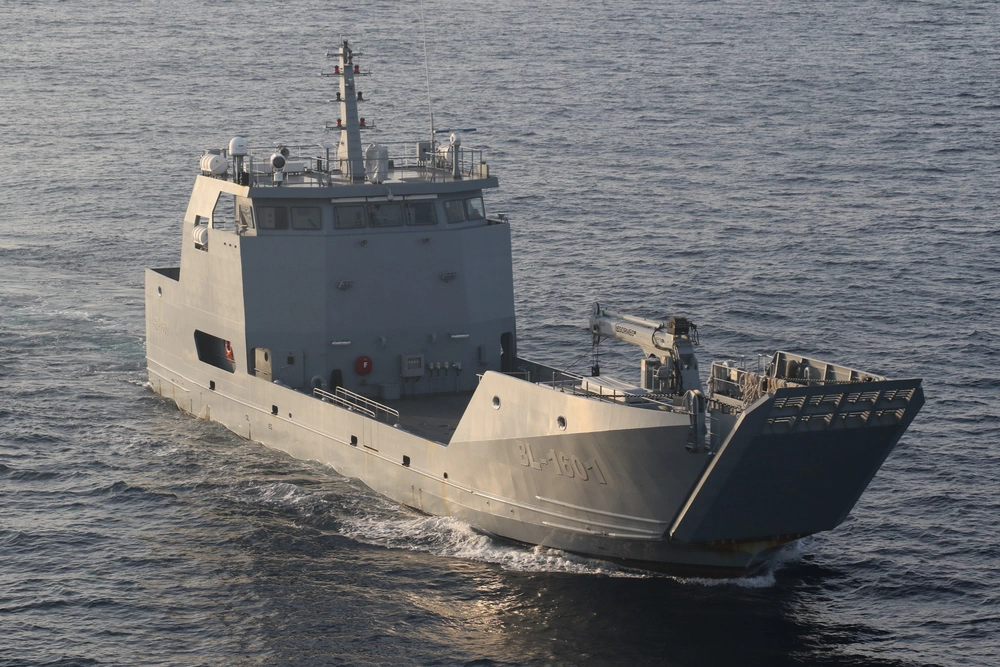
BDA Cotecmar
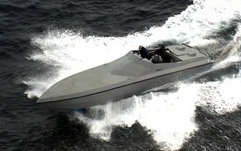
Lancha de Interdicción

- Clase OPV-80
- Clase POC
- Patrullero Fluvial LPR-40
- Patrullero Fluvial PAF III
- BDA Cotecmar
- CPV-46
- Orca, Lancha interdicción tipo Orca
- Buque de Investigaciones Oceanográficas e Hidrográficas.
- Buque de Atención Primaria en Salud (CAPS) costero fluvial.

## Clientes notables
- Brasil
  - 4 LPR-40 MK II [2]adquiridas por la Marina de Brasil[3]
- Costa Rica
  - Guardia Civil de Costa Rica[4]
- Guatemala
  - Armada de Guatemala
- Honduras
  - Fuerza Naval de Honduras[5]
- Países Bajos
  - Armada Real de los Países Bajos[6]